# Palazzo di Brera

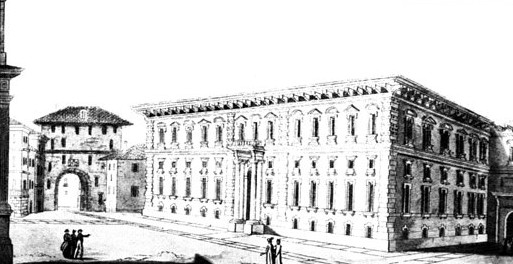
Palazzo di Brera (um 1800)

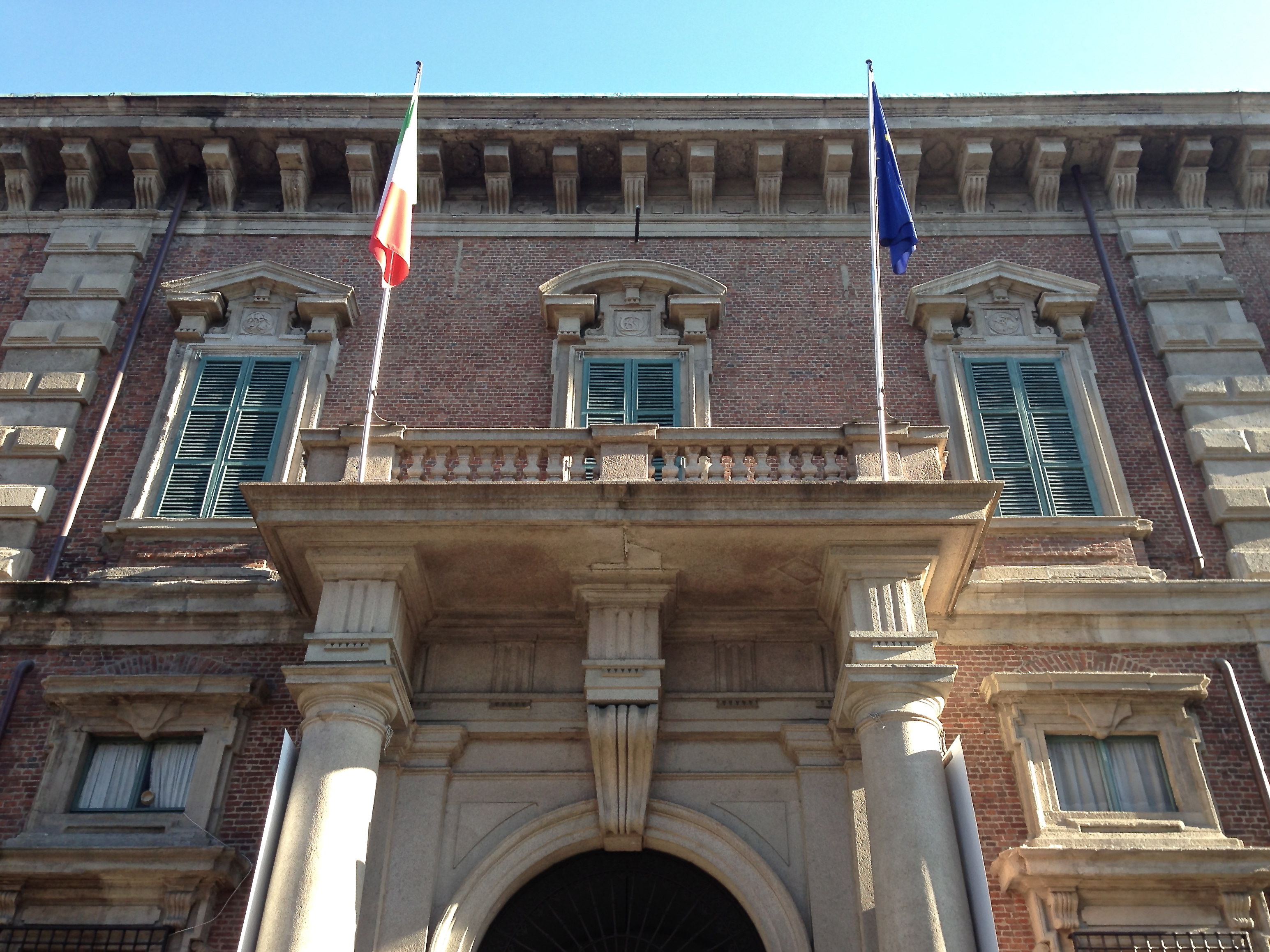
Eingang

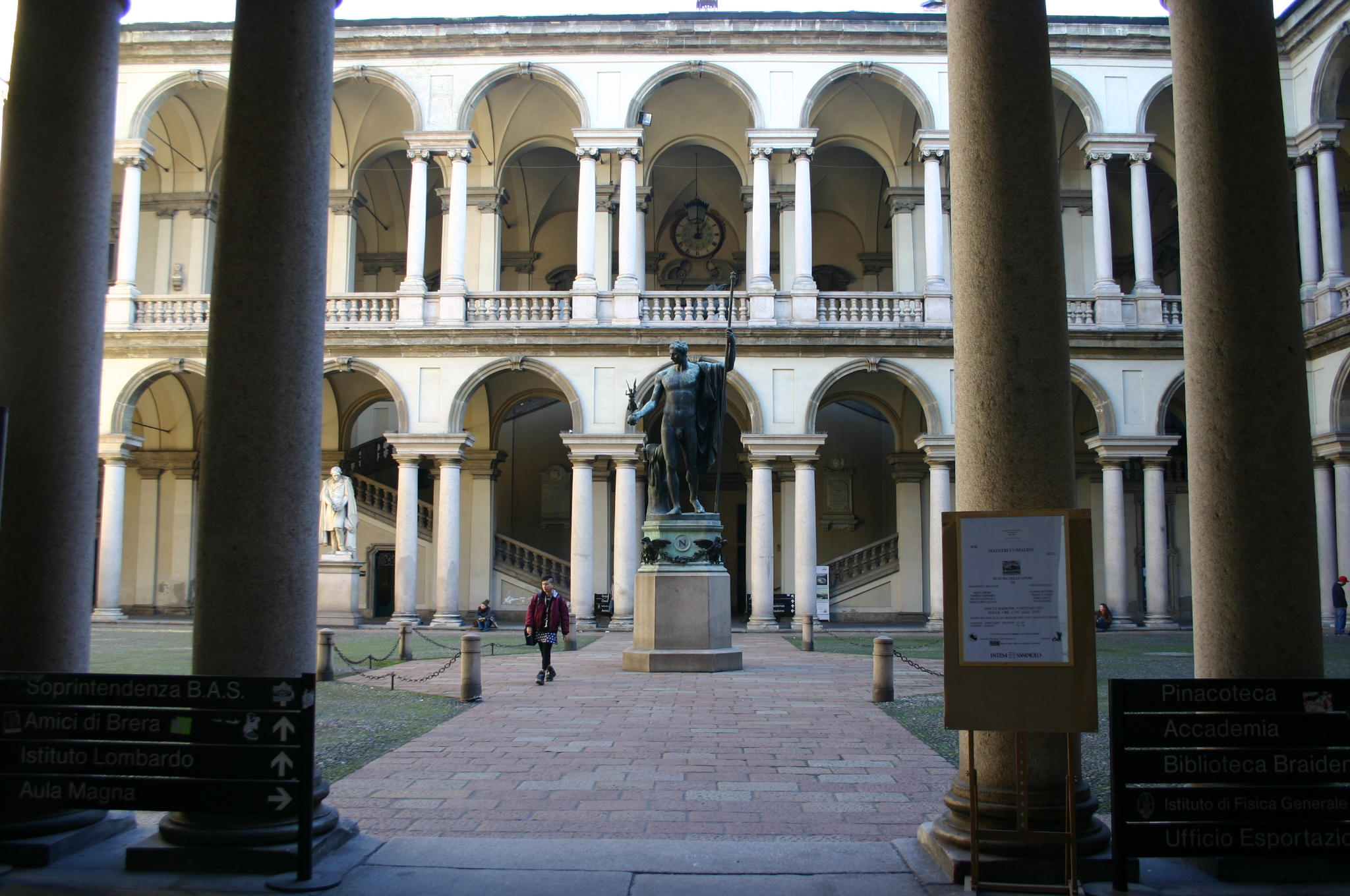
Innenhof

Der Palazzo di Brera (oder Palazzo Brera) ist ein monumentales Barockgebäude in Mailand. Lange Zeit befand sich in dem Palazzo im Stadtteil Brera ein Jesuitenkolleg. Seit der zweiten Hälfte des 18. Jahrhunderts ist der Palazzo Sitz bedeutender kultureller und wissenschaftlicher Einrichtungen, darunter die Pinacoteca di Brera.

## Geschichte
Der Palazzo di Brera steht an der Stelle eines früheren Humiliaten-Klosters, das ab dem 12. Jahrhundert errichtet wurde. Nach der Aufhebung des Humiliaten-Ordens durch Papst Pius V. ging das Kloster 1571 auf Bitten von Kardinal Karl Borromäus an die Jesuiten, die es rund 200 Jahre als Schule und Hochschule nutzten. Wegen des zunehmenden Platzbedarfs beauftragte man kurz darauf den Architekten Martino Bassi mit einem grundlegenden Umbau, der sich am Collegio Borromeo in Pavia orientieren sollte. Der heutige Backsteinbau wurde jedoch erst einige Jahrzehnte später nach den Plänen des Baumeisters Francesco Maria Richini errichtet. Die Arbeiten begannen 1627, wurden aber bereits 1630 wegen der Pest unterbrochen und erst ab 1651 fortgesetzt, ab 1658 unter Richinis Sohn.
Von besonderem architektonischen Reiz ist der Innenhof Richinis. In zwei Geschossen übereinander angeordnete Umgänge öffnen sich mit Arkaden, die unten von dorischen, oben von toskanischen Doppelsäulen getragen werden, zum Hof hin.
Nach der Aufhebung des Jesuiten-Ordens durch Clemens XIV. am 21. Juli 1773 ging der Palazzo an die im Herzogtum Mailand regierenden Habsburger über. Der Architekt Giuseppe Piermarini vollendete 1780 den Innenhof und den klassizistischen West-Eingang an der Via Brera. Unter Napoleon Bonaparte wurde die Kirche Santa Maria in Brera profaniert, die Fassade entfernt und das Kirchenschiff horizontal geteilt. In dem so geschaffenen oberen Stockwerk brachte man die Galerie der Kunstakademie unter, darunter wurden Skulpturen ausgestellt. 1859 wurde im Innenhof eine Bronzekopie von Antonio Canovas Statue „Napoleon als Mars“  aufgestellt (das Original von 1809 befindet sich im Apsley House in London). Im Zweiten Weltkrieg trug der Palazzo durch Luftangriffe schwere Schäden davon, die einen beinahe kompletten Wiederaufbau notwendig machten.

## Wissenschaft und Kultur
Der Palazzo beherbergt eine Reihe bedeutender kultureller und wissenschaftlicher Einrichtungen. 1764 gründete der Jesuit Rugjer Josip Bošković im Kolleg in Brera das Osservatorio Astronomico di Brera. Nach der Aufhebung des Jesuiten-Ordens brachte Kaiserin Maria Theresia 1773 im Palazzo di Brera die Imperialis Regia Bibliotheca Mediolanensis (heute die Biblioteca Nazionale Braidense) unter, baute ab 1774 den botanischen Garten der Jesuiten zum Orto botanico di Brera aus und gründete 1776 die Accademia di Belle Arti di Brera. In dem Gebäude kamen auch die Scuole Palatine für Philosophie und Recht, ein Gymnasium, Laboratorien und eine landwirtschaftliche Gesellschaft unter. Unter Napoleon entstand ab 1806 die Pinacoteca di Brera. Ebenfalls auf Napoleon geht das heutige Istituto Lombardo zurück, das im Königreich Italien (1805–1814) in etwa eine Rolle spielen sollte wie das Institut de France seinerzeit in Frankreich. Vor Ort befindet sich auch die 1873 gegründete Società storica lombarda.